# Alden W. Clausen
Alden Winship Clausen (* 17. Februar 1923 in Hamilton, Illinois; † 21. Januar 2013 in Burlingame, Kalifornien) war von Juli 1981 bis Juni 1986 Präsident der Weltbank.
Davor (1970–1981) und danach (1986–1990) war Clausen Präsident der Bank of America. Unter seiner Führung erfolgte in den 1970er Jahren eine beispiellose Expansion der größten Handelsbank der Welt. Er baute die Geschäftsbeziehung zu Lateinamerika aus und kam durch eine Straffung der Unternehmensführung 1986 einem Verkauf der Bank zuvor.